# Stazione di Misato (Saitama)
La stazione di Misato (三郷駅?, Misato-eki) è una stazione ferroviaria situata della città di Misato nella prefettura di Saitama, ed è servita dalla linea Musashino della JR East.

## Servizi ferroviari
East Japan Railway Company
■ Linea Musashino

## Struttura
La stazione è dotata di due marciapiedi laterali serventi due binari su viadotto. 
| 1 | ■ Linea Musashino | per Minami-Urawa, Nishi-Kokubunji e Fuchū-Hommachi |
| 2 | ■ Linea Musashino | per Shin-Matsudo, Nishi-Funabashi e Tokyo          |

## Stazioni adiacenti
| «               | Servizio        | »                 |
| Linea Musashino | Linea Musashino | Linea Musashino   |
| --------------- | --------------- | ----------------- |
| Shin-Misato     | Locale          | Minami-Nagareyama |